# Нагорье (Черевковское сельское поселение)
Нагорье — деревня в Красноборском районе Архангельской области. Входит в состав Черевковского сельского поселения.

## География
Находится в юго-восточной части Архангельской области на расстоянии приблизительно 48 км на северо-запад по прямой от административного центра района села Красноборск на левобережье реки Северная Двина.

## История
В 1859 году здесь (деревня Сольвычегодского уезда Вологодской губернии) было учтено 4 двора.

## Население
Численность населения: 30 человек (1859 год), 21 (русские 100 %) в 2002 году, 12 в 2010.